# Casinaria corrupta
Casinaria corrupta là một loài tò vò trong họ Ichneumonidae.